# 산마르코 광장 (피렌체)

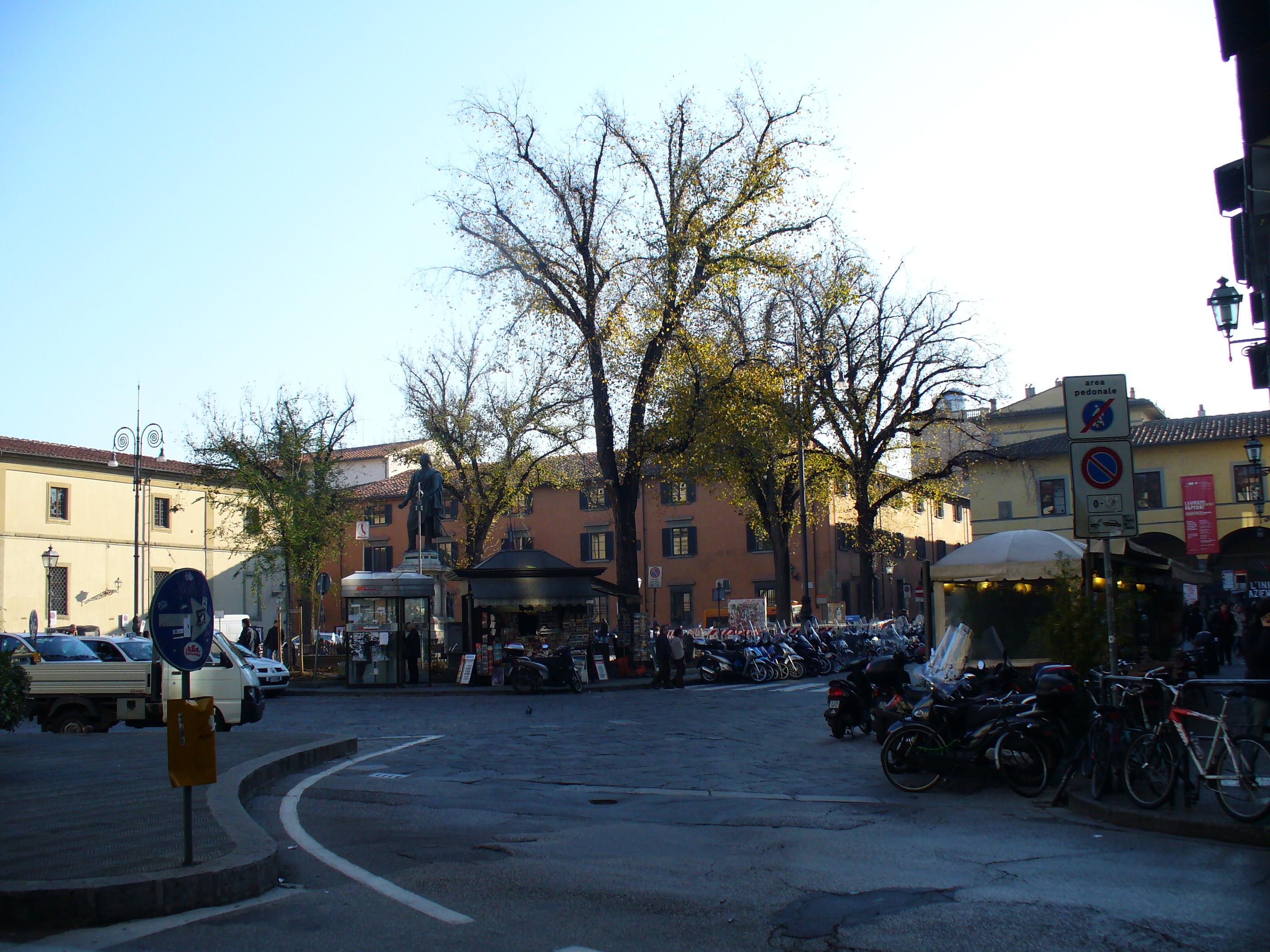
산마르코 광장

산마르코 광장(이탈리아어: Piazza San Marco)은 이탈리아 피렌체에 있는 광장이다.

## 광장의 건축물
- 산마르코 국립박물관
- 산마르코 대성당 (피렌체)
- 피렌체 미술 아카데미
- 팔라치나 델라 리비아
- 베르나르도 팔라니